# غامبرو
غامبرو (بالألمانية: Gambro) هي شركة تكنولوجيا طبية عالمية تقوم بتصنيع منتجات لعلاج غسيل الكلى.

## نبذة
الشركة هي شركة عالمية رائدة في تطوير وتصنيع وتوريد المنتجات والعلاجات لغسيل الكلى والكبد، و غيرها من العلاجات خارج الجسم للمرضى المزمنين والحادين.

## التأسيس
تأسست شركة غامبرو في لوند بالسويد عام 1964 على يد هولغر كرافورد ولديها حوالي 8000 موظف، ومرافق الإنتاج في تسع دول، والمبيعات في أكثر من 100 دولة.
في سبتمبر 2013، أكملت باكستر الدولية استحواذها على غامبرو. 